# 建倉圭介
建倉 圭介（たてくら けいすけ、1952年 -）は、日本の小説家・推理作家。岩手県立盛岡第一高等学校卒業。京都工芸繊維大学建築学科卒業。
1986年から2年間、仕事でイギリスに滞在したことをきっかけに小説を書き始める。1997年、『クラッカー』で第17回横溝正史賞（現・横溝正史ミステリ大賞）佳作に選ばれデビュー。2006年に刊行した冒険ミステリー『デッドライン』が「このミステリーがすごい!」2007年版で第10位タイにランクインし、第9回大藪春彦賞の候補となる。

## 作品リスト
- クラッカー（1997年8月 角川書店）
- ブラック・メール 心理操作（1998年5月 角川書店）
- デッドライン（2006年8月 角川書店 / 2007年11月 角川文庫【上・下】）
- マッカーサーの刺客（2010年7月 角川書店）
- 東京コンフィデンス・ゲーム（2012年10月 光文社）
  - ディッパーズ（2017年4月 光文社文庫）文庫化に際し改題
- ブラックナイト（2015年5月 光文社 / 2018年2月 光文社文庫）
- 蟻たちの矜持（2019年11月 光文社）
  - 退職者四十七人の逆襲 （2021年12月 光文社文庫）文庫化に際し改題

## 映像化作品
テレビドラマ
- クラッカー 侵入者（1997年11月10日、TBS系列「月曜ドラマスペシャル」、主演：藤田まこと）